# Пасош Јерменије
Пасош Јерменије је јавна путна исправа која се држављанину Републике Јерменије издаје за путовање и боравак у иностранству, као и за повратак у земљу.
За време боравка у иностранству, путна исправа служи њеном имаоцу за доказивање идентитета и као доказ о држављанству Јерменије. 
Пасош Јерменије се издаје за неограничен број путовања.
Грађанима Јерменије, као и лицима јерменског порекла без обзира на држављанство, забрањен је улазак на територију Азербејџана.

## Језици
Пасош је исписан јерменским и енглеским језиком, а у њему се налазе личне информације носиоца.

### Страница са идентификационим подацима
- Слика носиоца пасоша
- Тип („“ за пасош)
- Код државе
- Серијски број пасоша
- Презиме и име носиоца пасоша
- Држављанство
- Датум рођења (ДД. ММ. ГГГГ)
- Пол (M за мушкарце или F за жене)
- Место рођења
- Датум издавања (ДД. ММ. ГГГГ)
- Потпис носиоца пасоша
- Датум истека (ДД. ММ. ГГГГ)
- Орган издавања